# Анна Барбара Бауті
Пані Анна Барбара Бауті (нім. Anne Barbara Bauty) — швейцарський дипломат. Тимчасово повірена у справах Швейцарської Конфедерації в Україні (1992—1993).

## Життєпис
17 лютого 1979 — секретар «Робочої групи по історичному позиціонуванню» Федеральної ради Швейцарії з питання європейської інтеграції.
З 13 липня 1992 по 5 лютого 1993 рр. — Тимчасово повірена у справах Швейцарської Конфедерації в Києві (Україна)